# Bilal Nadir
Bilal Nadir (in arabo بلال نذير‎?; Nizza, 28 novembre 2003) è un calciatore marocchino con cittadinanza francese, centrocampista dell'Olympique Marsiglia.

## Biografia
È nato in Francia da padre marocchino e madre marocchina.

## Carriera

### Club
Nato a Nizza, è cresciuto nel settore giovanile del Nizza dove ha iniziato a giocare all'età di sei anni. Il 3 ottobre 2020 ha giocato il suo primo incontro con la squadra riserve, in Championnat National 3 contro l'Ajaccio 2.
Il 22 giugno 2021 è stato acquistato a titolo definitivo dall'Olympique Marsiglia con cui ha firmato il suo primo contratto professionistico. Ha debuttato in prima squadra il 24 settembre 2023 nell'incontro di Ligue 1 perso 4-0 contro il Paris Saint-Germain.

### Nazionale
Ha giocato nelle nazionali giovanili francesi Under-16 ed Under-19 e nella nazionale marocchina Under-23.

## Statistiche

### Presenze e reti nei club
Statistiche aggiornate al 8 dicembre 2024.
| Stagione                     | Squadra                      | Campionato                   | Campionato | Campionato | Coppe nazionali | Coppe nazionali | Coppe nazionali | Coppe continentali | Coppe continentali | Coppe continentali | Altre coppe | Altre coppe | Altre coppe | Totale | Totale | Totale |
| Stagione                     | Squadra                      | Comp                         | Pres       | Reti       | Comp            | Pres            | Reti            | Comp               | Pres               | Reti               | Comp        | Pres        | Reti        | Pres   | Reti   |        |
| ---------------------------- | ---------------------------- | ---------------------------- | ---------- | ---------- | --------------- | --------------- | --------------- | ------------------ | ------------------ | ------------------ | ----------- | ----------- | ----------- | ------ | ------ | ------ |
| 2020-2021                    | Nizza 2                      | N3                           | 1          | 0          |                 | -               | -               | -                  | -                  | -                  | -           | -           | -           | 1      | 0      |        |
| 2021-2022                    | Olympique Marsiglia 2        | N2                           | 18         | 0          |                 | -               | -               | -                  | -                  | -                  | -           | -           | -           | 17     | 0      |        |
| 2022-2023                    | Olympique Marsiglia 2        | N3                           | 19         | 3          | -               | -               | -               |                    | -                  | -                  | -           | -           | -           | 19     | 3      |        |
| 2023-2024                    | Olympique Marsiglia 2        | N3                           | 1          | 0          |                 | -               | -               | -                  | -                  | -                  | -           | -           | -           | 1      | 0      |        |
| 2023-2024                    | Olympique Marsiglia          | L1                           | 5          | 0          | CF              | 2               | 0               | UCL+UEL            | 0+2                | 0                  | -           | -           | -           | 9      | 0      |        |
| 2024-2025                    | Olympique Marsiglia 2        | N3                           | 1          | 0          |                 | -               | -               | -                  | -                  | -                  | -           | -           | -           | 1      | 0      |        |
| Totale Olympique Marsiglia B | Totale Olympique Marsiglia B | Totale Olympique Marsiglia B | 39         | 3          |                 | -               | -               |                    | -                  | -                  |             | -           | -           | 39     | 3      |        |
| 2024-2025                    | Olympique Marsiglia          | L1                           | 2          | 0          | CF              | 0               | 0               | -                  | -                  | -                  | -           | -           | -           | 2      | 0      |        |
| Totale Olympique Marsiglia   | Totale Olympique Marsiglia   | Totale Olympique Marsiglia   | 7          | 0          |                 | 2               | 0               |                    | 2                  | 0                  |             | -           | -           | 11     | 0      |        |
| Totale carriera              | Totale carriera              | Totale carriera              | 47         | 3          |                 | 2               | 0               |                    | 2                  | 0                  |             | -           | -           | 51     | 3      |        |